# Chiuduno
Chiuduno (lombardul: Ciüdü) település Olaszországban, Lombardia régióban, Bergamo megyében. Lakosainak száma 6105 fő (2023. január 1.). Chiuduno Bolgare, Telgate, Grumello del Monte és Carobbio degli Angeli községekkel határos.

## Népesség
A település lakossága az elmúlt években az alábbi módon változott:
| Lakosok száma | 5998 | 6037 | 6105 |
|               | 2017 | 2018 | 2023 |